# Магистраль М4 (Беларусь)

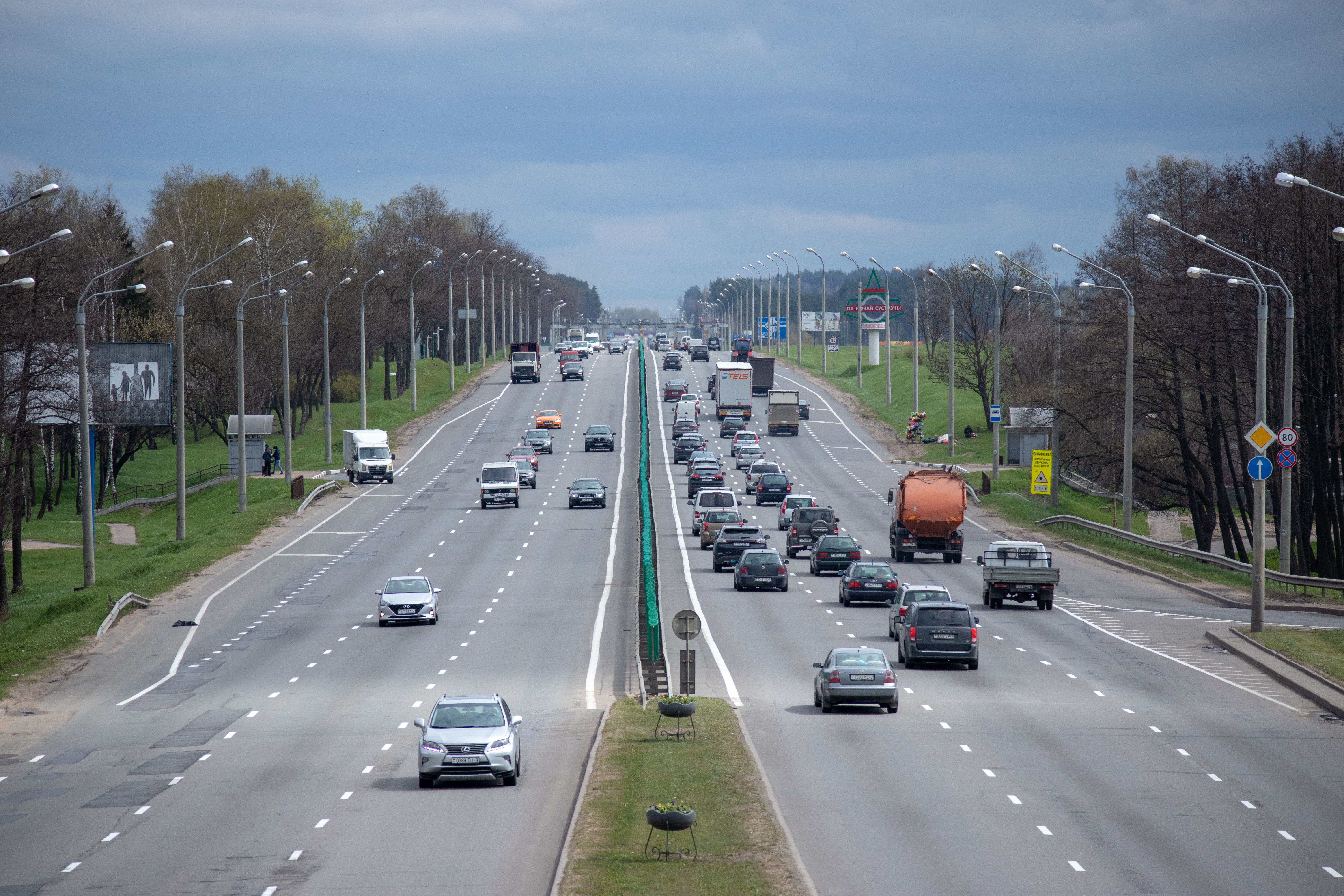
Магистраль М4 в Минске, вид в сторону выезда из города.

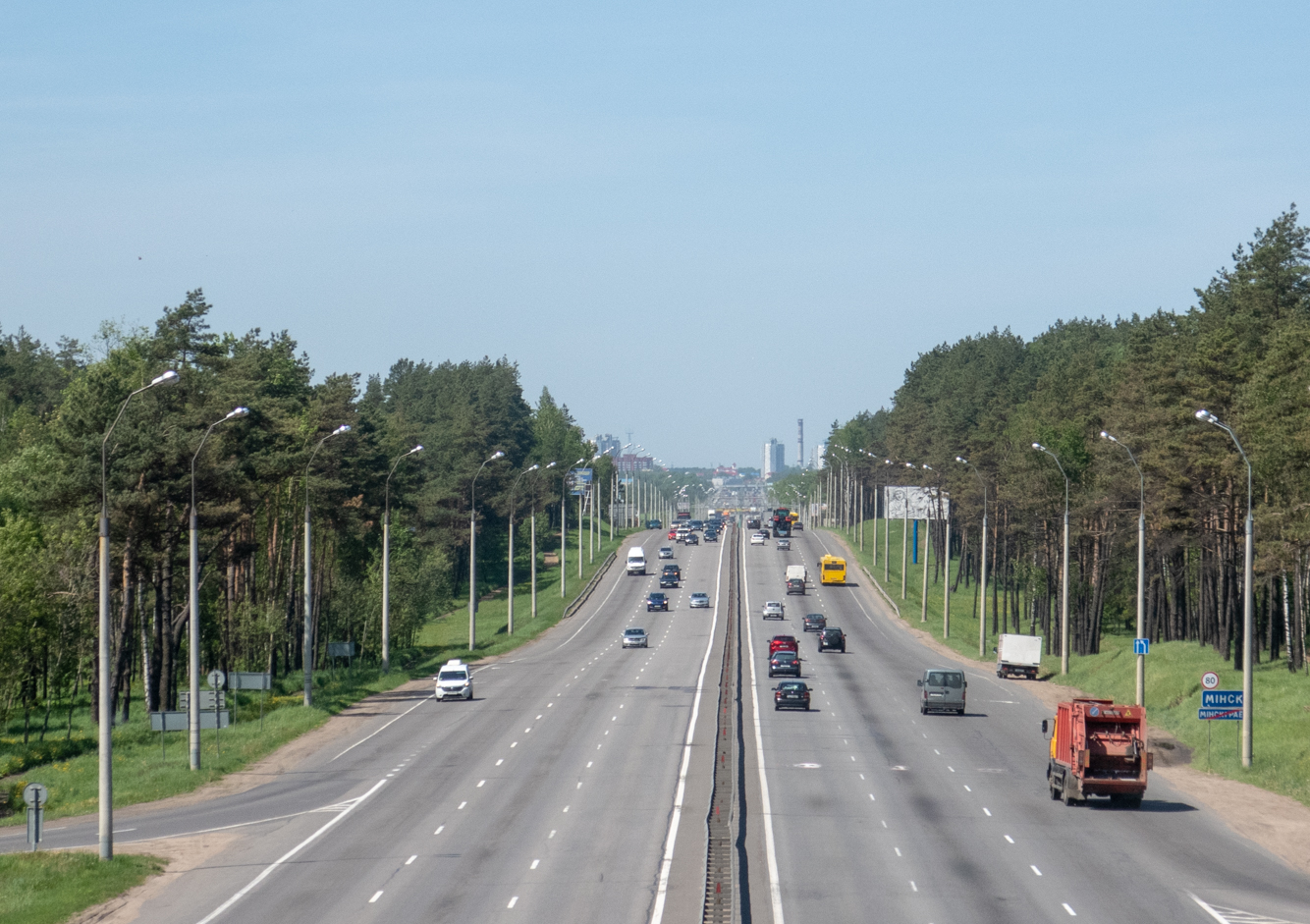
Магистраль М4 на границе Минска и Минского района, вид в сторону города.

Магистральная автомобильная дорога общего пользования республиканского значения М-4 Минск — Могилёв (бел. Магістральная аўтамабільная дарога агульнага карыстання рэспубліканскага значэння М-4 Мінск — Магілёў) начинается от пересечения Партизанского проспекта с Минской кольцевой автомобильной дорогой М9 и следует на юго-восток и восток, минуя Смиловичи, Червень, Березино, Белыничи, до Могилёва.

## История реконструкции автомагистрали
Головной участок трассы, совмещенный с М5, введён в 1977 г., параметры: I категория 2 × 2 полосы. В конце 80-х — начале 90-х годов со стороны Минска реконструкция продолжилась до Смиловичей и далее до поворота на Ляды — Залесье. В эти же годы началась реконструкция и со стороны Могилёва до поворота на аэропорт Могилёв. Несмотря на кризисные явления в экономике после развала СССР, в 1993 г. данные участки были введены в эксплуатацию. С 1994 г. все дальнейшие работы по реконструкции трассы из-за отсутствия финансирования были заморожены.
В 2003 г. со стороны Минска работы были возобновлены: на головном участке в течение года было выполнено уширение до трёх полос в каждую сторону; от поворота на Ляды — Залесье в сторону Червеня продолжилась реконструкция по I категории 2 × 2 полосы. В конце 2005 г. был сдан участок до км 58 (первый поворот на Червень). Выполнен большой объём работ по срезке холмов. В 2008 г. введён участок обхода Червеня до Натальевска (62-й км) со строительством 2 транспортных развязок. В октябре 2009 г. сданы в эксплуатацию ещё 2 участка: км 62–74, Натальевск — пов. Любишино — пов. Колодежи; км 176–182. Ермоловичи — пов. аэропорт Могилёв со строительством 2 транспортных развязок. На участке км 74–79 пов. Колодежи — Хутор работы велись с ноября 2009 г., участок сдан в конце 2010 г. В 2009 г. началось строительство обхода деревень Вишов и Бол. Нежков в Белыничском районе со строительством моста через реку Вабич (км 167–176). Участок сдан в эксплуатацию в октябре 2011 г. На участке км 79–84,5 работы начаты в сентябре 2010 г. В январе 2011 г. начаты земляные работы на участке км 94–103,6, Поплавы — Березино, со строительством моста через водохранилище в Поплавах. В 2010 г. началось строительство самого крупного инженерного сооружения на трассе — строительство нового моста длиной 360,8 метров через реку Березину (км 103,6–104,6). В декабре 2010 г. начаты работы на участке км 104,6–113 мост через Березину — Погост. С 2010 г. велось строительство обхода пгт. Белыничи. Начало обхода — км 149 (развязка с Р120), конец — поворот на деревню Запокулье. С конца 2010 г. начата реконструкция участка км 167 — конец обхода пгт. Белыничи в районе деревни Запокулье.
В сентябре 2012 года сдан последний 88-километровый участок автомагистрали, построенный в рекордные сроки — ровно за 2 года. На данном участке ограничение скорости для легковых автомобилей 120 км/час, для грузовых — 100 км/час.
В октябре 2012 г. начался капремонт участков, построенных в 1990-е годы: км 21–41,0 и 182–188. Работы закончены в декабре 2013 года.

## Маршрут
Протяжённость 176,8 км. Начало – км 12,0, конец – км 188,8.
| Расст. (прибл.) |  | Название  | Другие трассы |
| --------------- |  | --------- | ------------- |
| 0 км            |  | Минск     | М9            |
| 10 км           |  |           | М1 E 30       |
| 12 км           |  |           | М5 E 271      |
| 26 км           |  | Смиловичи | Р69           |
| 54 км           |  | Червень   | Р59           |
| 91 км           |  |           | Р67           |
| 93 км           |  | Березино  | Р67           |
| 97 км           |  |           | Р62           |
| 139 км          |  |           | Р120          |
| 145 км          |  | Белыничи  | Р77           |
| 160 км          |  |           | Р26           |
| 179 км          |  |           | Р123          |
| 188,8 км        |  | Могилёв   |               |